# Підводні човни типу XXIII
Підводні човни типу XXIII (нім. U-Boot-Klasse XXIII) — клас військових кораблів дизель-електричних прибережних підводних човнів, так званих «Electroboot» («електричний човен»), що випускалися за часи Другої світової війни німецькими суднобудівельними компаніями. Це були невеликі прибережні підводні човни, призначені для ведення бойових дій на мілководді Північного, Чорного та Середземного морів, де океанські електричні човни типу XXI під час Другої світової війни не могли діяти. Вони були настільки малі, що могли нести лише дві торпеди, які доводилося завантажувати ззовні. Як і їхні набагато більші за розміром човни типу XXI, вони могли залишатися під водою майже весь час бойового походу і були швидшими, ніж звичайні підводні човни, завдяки покращеній обтічній формі, батареям більшої ємності та шноркелям, що дозволяло надійно працювати дизельним двигунам під час руху під водою. Підводні човни типу XXI і XXIII здійснили революцію в дизайні післявоєнних підводних човнів. До кінця Другої світової війни командуванням Крігсмаріне планувалося випустити близько тисячі човнів типу XXIII, але фактично будівництво більшості з них були або скасовані, або розібрані в напівготовому стані, або перебували на перших етапах будівництва й згодом розібрані.

## Список підводних човнів типу XXIII
- U-2321
- U-2322
- U-2323
- U-2324
- U-2325
- U-2326
- U-2327
- U-2328
- U-2329
- U-2330
- U-2331
- U-2332
- U-2333
- U-2334
- U-2335
- U-2336
- U-2337
- U-2338
- U-2339
- U-2340
- U-2341
- U-2342
- U-2343
- U-2344
- U-2345
- U-2346
- U-2347
- U-2348
- U-2349
- U-2350
- U-2351
- U-2352
- U-2353
- U-2354
- U-2355
- U-2356
- U-2357
- U-2358
- U-2359
- U-2360
- U-2361
- U-2362
- U-2363
- U-2364
- U-2365
- U-2366
- U-2367
- U-2368
- U-2369
- U-2371
- U-4701
- U-4702
- U-4703
- U-4704
- U-4705
- U-4706
- U-4707
- U-4709
- U-4710
- U-4711
- U-4712